# Druga liga Srbije i Crne Gore u fudbalu
De Druga liga Srbije i Crne Gore u fudbalu  was de op een na hoogste voetbalcompetitie in de Federale Republiek Joegoslavië (ook Klein-Joegoslavië genoemd) en de confederatie Servië en Montenegro (naam vanaf 2003) tussen het uiteenvallen van Joegoslavië in 1992 en de deling van Servië en Montenegro in 2006.
De competitie was de rechtsopvolger van de Joegoslavische 2. Savezna liga en werd georganiseerd door de Fudbalski Savez Srbije i Crne Gore (FSSCG). De Servische Prva Liga werd in 2006 de rechtsopvolger, terwijl in Montenegro toen de Druga Crnogorska Liga officieel van start ging. Beide competities gingen echter al in 2004 gescheiden van start binnen de confederatie. Tot 1996 werd er in één competitie gespeeld en daarna in regionale poules. De kampioenen, later poulewinnaars, promoveerden naar de Prva savezna liga. Degradatie geschiedde naar regionale poules op het derde niveau.

## Kampioenen
- 1992/93: FK Jastrebac Niš
- 1993/94: FK Borac Čačak
- 1994/95: FK Mladost Lučani
- 1995/96: FK Budućnost Valjevo
- 1996/97: KF Pristina (oost), FK Sartid Smederevo (west)
- 1997/98: FK Milicionar (oost), FK Mogren Budva (west)
- 1998/99: FK Čukarički Stankom (oost), FK Borac Čačak (west)
- 1999/00: FK Beograd (noord), FK Napredak Kruševac (oost), FK Zeta (west)
- 2000/01: FK Mladost Apatin (noord), Zvezdara Beograd (oost), FK Rudar Plevlja (zuid), FK Mladost Lučani (west)
- 2001/02: FK Radnički Obrenovac (noord), FK Radnički Niš (oost), FK Mogren (zuid), FK Javor Ivanjica (west)
- 2002/03: FK Budućnost Banatski Dvor (noord), FK Napredak Kruševac (oost), FK Kom Podgorica (zuid), FK Borac Čačak (west)
- 2003/04: FK Radnički Jugopetrol (noord), Hajduk Beograd (oost), FK Budućnost Podgorica (zuid), FK Čukarički Stankom (west)
- 2004/05: FK Budućnost Banatski Dvor (Servië), FK Jedinstvo Bijelo Polje (Montenegro)
- 2005/06: FK Bežanija Belgrado (Servië), FK Rudar Plevlja (Montenegro)